# Прогрес МС-15
Прогрес МС-15 — космічний транспортний вантажний корабель (ТВК) серії «Прогрес». Запущений 23 липня 2020 року зі стартового комплексу космодрому Байконур за програмою 76-ї місії постачання Міжнародної космічної станції. Політ з космодрому Байконур до станції зайняв 3 години 18 хвилин 31 секунду — рекорд для вантажних космічних кораблів. Завершив місію 9 лютого 2021 року.

## Стиковка з МКС
Перед стикуванням висоту орбіти МКС довелося знизити на 900 метрів, так як раніше вона позапланово підвищувалася для ухилення від космічного сміття.
Політ до Міжнародної космічної станції проходив за надкороткою двовитковою схемою, стикування до модуля «Пірс» російського сегмента пройшло 23 липня 2020 року о 17:47 UTC. Було встановлено рекорд за часом польоту (3 години 18 хвилин 31 секунд). Процес зближення і автоматичної стиковки контролювали фахівці Центру управління польотом і російські космонавти Іван Вагнер і Анатолій Іванишин.
Зближення апарата зі станцією проходило з невеликим креном і розбіжністю вправо від мішені. На відстані 3-5 метрів від станції, система «Курс-НА» здійснила різкий маневр спочатку вліво, потім вправо, що викликало деяке занепокоєння, але зближення не було перервано і не було переведено на систему ТОРУ (ручне управління з МКС), як це потрібно відповідно до протоколів безпеки. Незважаючи на збій, стикування завершилося успішно.
9 лютого 2021 в 5:21 UTC Прогрес МС-15 відстикувався від МКС.
Згідно з планом, по завершенні місії Прогрес МС-15 повинен був відстикуватися разом з модулем «Пірс», місце якого повинен був зайняти багатофункціональний лабораторний модуль «Наука» , пізніше маневр був перенесений.

## Вантаж
Корабель доставив 2540 кілограм вантажів, серед яких:
- 600 кг палива і газів;
- 1520 кг сухих вантажів:
  - апаратура бортових систем управління та життєзабезпечення;
  - компоненти для проведення наступних наукових експериментів: «Корекція», «Пілот-Т», «Асептік», «Біомаг-М», «Константа-2», «Тест», «Витривалість» і «Сепарація»;
  - санітарно-гігієнічні матеріали;
  - предмети одягу та медикаменти;
  - стандартні раціони харчування ;
- 420 літрів води в баках системи "Джерело".